# Lunga Marcia 3C
Il Lunga Marcia 3C (in cinese: 长征三号丙S, Chángzhēng sānhào bǐngP) è un lanciatore spaziale cinese. È un vettore a 3 stadi con 2 razzi ausiliari derivato dal Lunga Marcia 3B e pensato per applicazioni intermedie tra quest'ultimo e il Lunga Marcia 3A.

## Lanci
A maggio 2020 il lanciatore ha effettuato 17 lanci, tutti completati con successo. I lanci sono avvenuti sempre dal centro spaziale di Xichang.
| №  | Data             | Versione | Carico        | Orbita | Esito    |
| -- | ---------------- | -------- | ------------- | ------ | -------- |
| 1  | 25 aprile 2008   | 3C       | Tianlian I-01 | GTO    | Successo |
| 2  | 14 aprile 2009   | 3C       | Compass-G2    | GTO    | Successo |
| 3  | 16 gennaio 2010  | 3C       | Compass-G1    | GTO    | Successo |
| 4  | 2 giugno 2010    | 3C       | Compass-G3    | GTO    | Successo |
| 5  | 1º ottobre 2010  | 3C       | Chang'e 2     | TLI    | Successo |
| 6  | 31 ottobre 2010  | 3C       | Compass-G4    | GTO    | Successo |
| 7  | 11 luglio 2011   | 3C       | Tianlian I-02 | GTO    | Successo |
| 8  | 24 febbraio 2012 | 3C       | Compass-G5    | GTO    | Successo |
| 9  | 25 luglio 2012   | 3C       | Tianlian I-03 | GTO    | Successo |
| 10 | 25 ottobre 2012  | 3C       | Compass-G6    | GTO    | Successo |
| 11 | 23 ottobre 2014  | 3C/E     | Chang'e 5-T1  | TLI    | Successo |
| 12 | 30 marzo 2015    | 3C/YZ-1  | BDS I1-S      | GSO    | Successo |
| 13 | 1º febbraio 2016 | 3C/YZ-1  | BDS M3-S      | MEO    | Successo |
| 14 | 12 giugno 2016   | 3C/E     | Compass-G7    | GTO    | Successo |
| 15 | 22 ottobre 2016  | 3C/E     | Tianlian I-04 | GTO    | Successo |
| 16 | 24 dicembre 2018 | 3C/E     | TJS-3         | GTO    | Successo |
| 17 | 17 maggio 2019   | 3C/E     | Compass-G8    | GTO    | Successo |